# Рыкачёв, Николай Александрович
Никола́й Алекса́ндрович Рыкачёв (1833—1891) — российский контр-адмирал, писатель, морской журналист.

## Биография

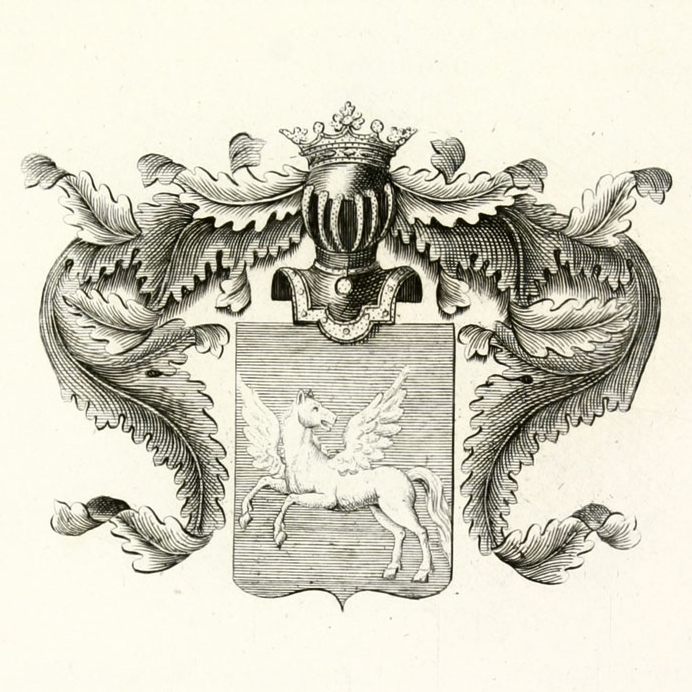
Герб Рыкачёвых, дворянского рода, известного от Ивана Васильевича

Родился 17 апреля 1833 года в семье дворян Ярославской губернии А. П. Рыкачева, капитана-лейтенанта в отставке, участника Наваринского сражения, земского и общественного деятеля и его жены А. H. Рыкачевой, урождённой княжны Засекиной. В семье было 12 детей. Брат Михаила Александровича Рыкачева. Воспитанник Морского кадетского корпуса (1847—1851). В 1851 году произведен в мичманы и назначен на корвет «Наварин», совершил заграничный поход.

### Восточная война
В 1854—1856 годах Рыкачёв участвовал в сражениях Восточной войны на Балтике. Он командовал на Западной Двине отрядом канонерских лодок Рижской гребной флотилии. 5 июля 1855 года произошла перестрелка на Рижском рейде с английским паровинтовым фрегатом. За проявленную смелость, распорядительность и знание дела за бой с английским кораблем 29 июля 1855 года награждён был орденом святой Анны 4-й ст. «за храбрость».
В 1858 произведен в лейтенанты.

### Создание и редактирование газеты «Кронштадтский Вестник»

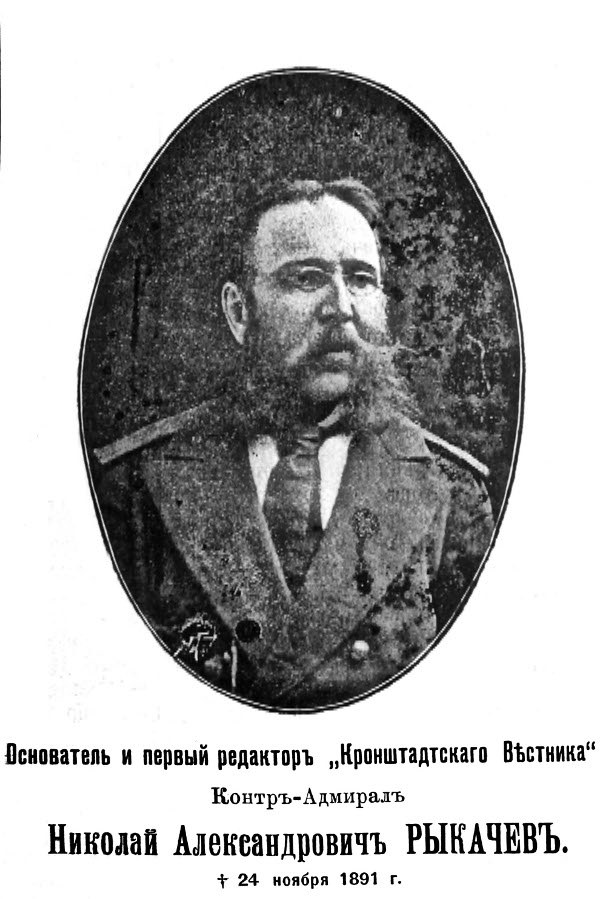
Парадное фото из некролога Н. А. Рыкачёва, «Кронштадтский вестник» ,1891

В 1861 году основал газету «Кронштадтский Вестник» и был её редактором до самой смерти. В 1860 году группа молодых кронштадтских морских офицеров выдвинула мысль о создании еженедельного флотского журнала или газеты. В кружок входили П. П. Новосильский, Е. И. Костенко, Н. А. Рыкачёв, Н. И. Тимирев, П. Д. Рыкачёв. Автором идеи стал лейтенант П. П. Новосильский. Предлагались названия: «Кронштадтский курьер», «Кронштадтский телеграф», «Кронштадтский вестник». Управляющий морским министерством Н. К. Краббе поддержал начинание и обещал сделать представление императору о разрешении на издание «Кронштадтского Вестника». Оно было получено в 1861 году. Первым редактором стал лейтенант Н. А. Рыкачёв.
Помогали газете князь М. П. Голицын и сам морской министр Н. К. Краббе. Флигель-адъютант С. А. Грейг передавал в редакцию телеграммы, официальные сообщения и отчёты о плаваниях и походах кораблей и судов. Рыкачёв привлек к сотрудничеству и авторству в газете адмирала Г. И. Бутакова, И. А. Шестакова, С. С. Лесовского, А. А. Попова, В. А. Стеценкова и И. Ф. Лихачева. Газета стала популярной не только в Кронштадте и на флоте, но и в Петербурге. Она освещала как текущие дела флота, так и его историю, публиковала мемуары отставных офицеров.
Он пробыл в должности редактора почти 30 лет. Последний подписанный им лично номер газеты — это № 137, датируемый 24 ноября 1891 года, в день его смерти. Писал также в других изданиях, поместив множество публикаций в «Морском Сборнике».
Издание «Кронштадтского Вестника» под историческим названием возобновлено в январе 1994. Н. А. Рыкачев почитаем в её исторических материалах как основатель и первый редактор.

### Дальнейшая карьера
6 февраля 1865 года был назначен адъютантом Штаба Главного Командира Кронштадтского порта. В 1867 году — старший адъютант дежурства при Кронштадтском военном губернаторе. В 1876 году присвоен чин капитана 2-го ранга. В 1880 году был произведен в капитаны 1-го ранга. В 1882 году назначен адъютантом Штаба Главного Командира Кронштадтского порта, а в 1886 был зачислен в распоряжении Командира Кронштадтского порта. В 1886 году произведен в контр-адмиралы Военно-Морского Флота Российской империи с выходом со службы с полным пенсионом.
Н. А. Рыкачев был кавалером многих российских, а также иностранных орденов.
Скончался скоропостижно в Кронштадте, 24 ноября 1891 года. 22 ноября 1891 года вместе с отцом Иоанном Сергиевым (Кронштадтским) он брал участие в церемонии освящения новой спасательной станции в Ораниенбауме как представитель Общества спасания на водах. Затем почувствовал себя плохо и вскоре умер. Похоронен в Петербурге на Волковом кладбище.

### Общественная деятельность
Состоял членом, а также секретарем Кронштадтского окружного правления Общества спасания на водах, членом Кронштадтского отделения Красного Креста, был членом и секретарем Кронштадтского Благотворительного общества, членом-сотрудником Петербургского речного яхт-клуба, активно участвовал в делах офицерского собрания Кронштадта.